# Epidemia de gripe A (H3N2) de 2021-2022
La epidemia de gripe A (H3N2) inició a finales de 2021 en América Latina, se trata de un tipo particular de la Influenzavirus A subtipo H3N2, para diciembre se reportó  entre 21 a 23 mil personas contagiadas originarios del estado Río de Janeiro en Brasil.
Hasta el momento se reportó 5 muertes en Brasil, en el mismo mes se reportó que la epidemia, había llegado al Perú, específicamente en el departamento de Loreto. También se registraron casos en México, pero no se especificó si está relacionado al brote brasileño.

## Contexto
Se detectó por primera  vez en Hong Kong, durante el verano de 1968. Posteriormente se extendió por todo el mundo causando una pandemia que fue llamada Gripe de Hong Kong, constituyendo la tercera pandemia de gripe humana del siglo XX. En la actualidad - 2016 - es uno de los serotipos que causan gripe estacional, pero existen diferentes variaciones del virus H3N2 presentes en aves, donde provoca gripe aviar, y en cerdos, donde causa gripe porcina.  Estas variantes son muy similares, pero diferentes a la que causó la gran pandemia de 1968.
Los principales síntomas de este virus son la tos, sensación de garganta irritada, dolor de cabeza, dolor muscular y fiebre alta más de 38 °C.

## Desarrollo

### Brasil
El brote de 2021 fue registrada por primera vez en Río de Janeiro, solamente en la Baixada Fluminense se registró como el foco rojo del brote. El Ministerio de Salud brasileño también destacó que los municipios Belford Roxo, Duque de Caxias, Niterói, São Gonçalo y São João de Meriti.
Para el 17 de diciembre Agencia Brasil notificó que se registraron 5 muertes oficiales relacionadas al H3N2.
El gobierno brasileño traslado 160.000 dosis de vacuna antigripal para crear una inmunización entre la población.

### Perú
El brote llegó mediante la frontera común con Brasil, las ciudades o centros urbanos más afectados son Iquitos, Yurimaguas, Nauta, Islandia, y Santa Rosa del Yavarí, el sistema de Essalud público tuvo que ser reforzado ante el aumento de población de pacientes por la H3N2. Algunas direcciones y gerencias de salud comenzaron a realizar vacunaciones masivas en las provincias de Alto Amazonas y Maynas.
El 12 de diciembre se registró que la gripe había llegado a Tarapoto del departamento de San Martín, vecino de Loreto, con 150 distribuidos en los distritos de Tarapoto, La Banda de Shilcayo y Morales en la provincia de San Martín.
Para el 21 de diciembre de 2021 el Ministerio de Salud peruano registró oficialmente 450 personas infectadas.

### México
El brote en territorio mexicano fue reportado masivamente en noviembre en las entidades federativas de Aguascalientes, Baja California, Colima, Guerrero, Hidalgo, Estado de México, Morelos, Nuevo León, Querétaro, Quintana Roo, Sinaloa y Tabasco con 23 caso oficiales.

### República Dominicana
El infectólogo Carlos Rodríguez mostró preocupación por una nueva variante de influencia que está afectando a los dominicanos, llamada Influenza A H3N2, que provoca fuertes dolores de cabeza, fiebre alta y congestión.
El profesional de la salud advirtió que esa cepa es llamada Darwin y puede evolucionar a insuficiencia respiratoria comprometiendo la vida del paciente.
“Esta cepa provoca síntomas como dolor de cabeza, fiebre alta y congestión nasal, pero puede evolucionar a fases más peligrosas con hospitalización. Llevando a cuidados intensivos con el síndrome de insuficiencia respiratoria aguda comprometiendo la vida de estos enfermo”, explicó el galeno.
Por esa situación recomienda “que todo aquel que tenga síntomas respiratorios debe buscar ser evaluado, sometiéndose a exámenes para tener un diagnóstico de su situación y conocer la etiología del mismo”.